# Eikenwespvlinder
De eikenwespvlinder (Synanthedon vespiformis) is een vlinder uit de familie wesp- of glasvlinders (Sesiidae). De spanwijdte bedraagt 18 tot 20 millimeter.
De eikenwespvlinder lijkt zoals de naam al aangeeft meer op een wesp dan op een vlinder; dit wordt ook wel mimicry genoemd. De kleur is overwegend zwart met gele dwarsbanden op het achterlijf, op het borststuk is aan weerszijden een gele streep aanwezig. De poten zijn geel maar de 'knieën' zijn zwart van kleur. Aan de achterlijfspunt zit een borstelige pluk haren, waaraan meestal eenvoudig het geslacht te herkennen is. Vrouwtjes hebben een overwegend gele pluk, mannetjes een zwarte pluk, het exemplaar op de foto is een mannetje.
De waardplanten zijn eikensoorten (Quercus), maar ook geslachten als Populus, Aesculus en Salix worden gegeten. De rupsen zijn tweejarig en leven van de bast en het hout van de waardplant. De volwassen vlinder zuigt de nectar van onder meer planten uit de schermbloemenfamilie. De vliegtijd is eind april tot begin september.
De vlinder komt voor in grote delen van het Palearctisch gebied en is in grote delen van Europa algemeen. In Nederland en België is het een vrij zeldzame soort waarvan met name op de Veluwe enkele waarnemingen zijn. De habitat bestaat uit loofbossen, meestal eikenbossen vanwege de voorkeur voor de eik als voedsel van de larven.